# 카타리나 발렌스테인

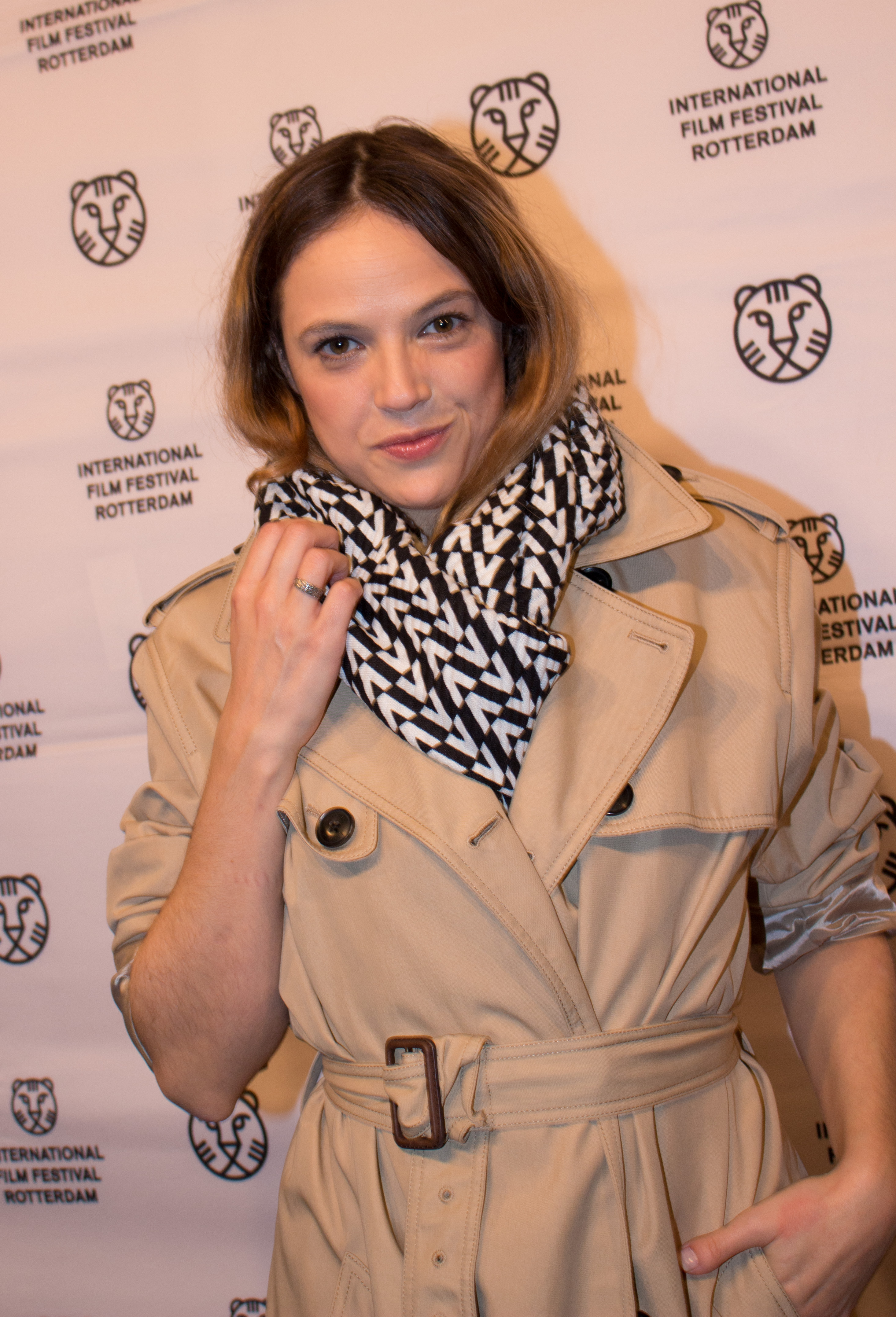

카타리나 발렌스테인(Catarina de Lemos Wallenstein Teixeira, 1986년 8월 23일 ~ )은 포르투갈의 배우, 모델, 영화배우이다.
런던에서 태어났다.

## 영화
- 브링 미 더 헤드 오브 카르멘 M. (2019년)
- 정사: 두 여자 (2018년)
- 순례 (2017년)
- 어 모랄 칸저글 (2011년)
- 불안의 영화 (2010년)
- 리스본의 미스터리 (2010년)
- 금발 소녀의 기벽 (2009년)